# Los Buscadores
Los Buscadores es una película paraguaya de aventura y comedia, dirigida por Juan Carlos Maneglia y Tana Schémbori. Fue estrenada en las salas de Paraguay el 7 de septiembre de 2017, y se convirtió en la segunda película paraguaya más taquillera de la historia, solo por detrás de 7 cajas, film dirigido también por Maneglia y Schémbori.

La película fue preseleccionada como representante de Paraguay para el Óscar a la mejor película de habla no inglesa en la 90.º edición de los Premios Óscar. Es la segunda producción paraguaya postulada al premio de la Academia de Hollywood, luego del documental El tiempo nublado (2015), de Arami Ullón.

## Sinopsis
Manu (Tomás Arredondo), un joven repartidor de periódicos que vive en el barrio Chacarita de Asunción, Paraguay, recibe un libro de su difunto abuelo como regalo de cumpleaños. Escondido entre las páginas del libro hay un mapa críptico que Manu cree que puede conducir a un tesoro legendario enterrado durante la Guerra de la Triple Alianza.
Ansioso por escapar de su situación de pobreza, Manu busca la ayuda de su mejor amigo, Fito (Christian Ferreira), y de un anciano excéntrico llamado Don Elio (Mario Toñánez), quien afirma poseer conocimientos sobre los tesoros ocultos de Paraguay. Juntos, se embarcan en una emocionante aventura que los lleva a las profundidades de los monumentos históricos y rincones olvidados de Asunción.
A medida que siguen las pistas escondidas en el mapa, Manu y sus amigos se enfrentan a una serie de desafíos y obstáculos inesperados, incluyendo encuentros con personajes turbios, obstáculos burocráticos y la amenaza constante de demolición mientras su barrio se enfrenta a la gentrificación.

## Reparto
| Actor                | Papel                 |
| -------------------- | --------------------- |
| Tomás Arredondo      | Manu                  |
| Cecilia Torres       | Ilu                   |
| Christian Ferreira   | Fito                  |
| Mario Toñanez        | Don Elio              |
| Sifri Sanabria       | Lili                  |
| Leticia Panambi Sosa | Lore                  |
| Nelly Davalos        | Madre de Manu         |
| Martín Oviedo        | Beto                  |
| Jorge Fernández      | José                  |
| Angélica Macuacua    | Esposa del embajador  |
| Gustavo Cabañas      | Cliente del cibercafé |
| Rodrigo Caballero    | Julio                 |
| Luis Troche          | Guardia 1             |

## Ficha técnica
Es dirigida por Juan Carlos Maneglia y Tana Schémbori. El guion original es de Maneglia. La música está a cargo de Derlis A. González. De la producción y posproducción se encargaron los integrantes del equipo de la productora Maneglia–Schémbori.

## Producción
El rodaje se inició el 2 de mayo de 2016, en el emblemático barrio asunceno Ricardo Brugada, popularmente conocido como Chacarita. Además de Asunción, se grabó en localidades como Areguá, Caacupé, Paraguarí y Villeta; etapa que culminó en septiembre de ese año.
En noviembre de 2016, en el marco del mercado de cine Ventana Sur, en Buenos Aires (Argentina), la película confirmó como agente de ventas internacional a la empresa FilmSharks.
Variety reportó, en febrero de 2018, que HBO Latino y Sony Pictures Television adquirieron derechos para distribuir la película en sus respectivos mercados.

## Festivales
El estreno internacional de la película fue el 9 de enero de 2018, en el 28º Festival Internacional de Cine de Palm Springs, en California (Estados Unidos), en la categoría "New Voices, New Visions", donde agotó entradas de sus tres funciones, con presencia de sus directores.
El 7, 8 y 11 de abril de 2018 participa en el 7.º Festival Internacional de Cine de Panamá - IFF Panamá; mientras que el 7 y 10 de abril se presenta en el 34.º Chicago Latino Film Festival - CLFF, en Estados Unidos. El 20 y 24 de abril se exhibió en el 32º Washington D. C. International Film Festival.

## Premios
El 13 de marzo de 2018, la película paraguaya logró la nominación a Mejor Música Original, a nombre del compositor paraguayo Derlis A. González, en la quinta edición de los Premios Platino del Cine Iberoamericano. En la fase previa tuvo ocho prenominaciones.

## Taquilla
La película fue vista por un total de 137.637 espectadores, entre el 7 de septiembre hasta el 20 de diciembre, convirtiéndose en la segunda película más vista del año 2017 en Paraguay, siendo superada solamente por "Rápidos y furiosos 8", y además logrando afianzarse como la segunda película paraguaya más taquillera de la historia, solo por detrás de "7 cajas", que posee 270.835 espectadores. Además fue la película de mayor permanencia en la cartelera durante 2017, con 15 semanas de exhibición.
El jueves 7 de septiembre de 2017, “Los buscadores” debutó en el primer puesto de la taquilla, con 3.139 espectadores en 27 pantallas, equivalente al 83% de los tickets del día de estreno. "7 cajas" tuvo 2.870 espectadores, en su primer día, el 10 de agosto de 2012. En su primera semana cortó 24.165 tickets en 38 pantallas.
Con el tour de cine móvil, la cinta llegó a ciudades que no poseen salas de cine, como Concepción, Caacupé y Salto del Guairá, además de haber pasado por Coronel Oviedo, Ciudad del Este y Encarnación; sumando otro 4 mil espectadores más.
El 5 de abril de 2018 se estrenó en 35 salas de Argentina, con distribución de DigiCine. Totalizó 5.272 espectadores en su primera semana de cartelera, ubicándose en el puesto 14, según cifras de Ultracine.

## Recepción crítica
Los buscadores recibió críticas positivas de la prensa y medios especializados, elogiando el trabajo técnico del film, la performance actoral y, principalmente, la capacidad de divertir al público que posee la película. El portal Cinéfiloz le brindó una calificación de 4/5 y tituló: ‘Los Buscadores’ es lo que estábamos buscando y afirmó: la película es otro gran logro del cine paraguayo, y el valor de entretenimiento es superior al del primer trabajo de la dupla Maneglia-Schémbori [...] ‘Los Buscadores’ entrega una dosis de humor paraguayo y una sensación de aventura tradicional que recuerda a los juegos de niños antes de que la tecnología nos haya obligado a quedarnos sentados más tiempo. Por otro lado ABC Color también le otorgó una calificación de 4/5 y afirmó: No caben dudas hoy de que nadie mejor que Maneglia y Schémbori aprendieron a llevar la idiosincrasia guaraní a un terreno creativo y popular, tan artesanal como complejo, tan mínimo como destinado a robarse la taquilla. En Internet Movie Database tiene una puntuación de 9,1 sobre 10, basado en la opinión de 54 usuarios.
El 23 de octubre de 2017, The Hollywood Reporter publicó la primera crítica internacional. "Aunque es entretenido y animado, 'Los Buscadores' pierde al no sentirse tan centrado o tan enraizado. Es una perspectiva totalmente brillante, como si se concibiera teniendo en cuenta la taquilla, y quizás como un antídoto contra la percepción internacional de que todo el cine latinoamericano debe involucrar a niños pobres que se disparan entre ellos por dinero", expresa un pasaje de la reseña en inglés.
El 18 de enero de 2018, Variety opinó "es el tipo de entretenimiento seguro, inteligente y agradable que te envía con una sonrisa libre de culpa en tu rostro, y no hay nada trivial en eso".
El presidente de la Academia de Hollywood, el veterano director de fotografía John Bailey también dedicó una amplia reseña en el blog de ASC (The American Society of Cinematographers), el 22 de enero de 2018: "Gracias al ritmo alborotado de la película y los audaces movimientos de cámara, se puede describir como que ‘Corre Lola, Corre’ se encuentra con ‘Indiana Jones’".
Bailey volvió a elogiar públicamente a la producción paraguaya, tanto en la cena de nominados de los premios Oscar, como en el acto de anuncio de los nominados de los Premios Platino del Cine Iberoamericano, el 13 de marzo de 2018, en Los Ángeles.